# أعراض كوفيد-19

أعراض كوفيد-19

أعراض كوفيد-19

تتنوع أعراض كوفيد-19، ولكنها تشمل عادةً الحمى والسعال. تظهر أعراض مختلفة بين المصابين بالعدوى، ويمكن أن تتغير أعراضهم بمرور الوقت. فمثلًا، يعاني أحد المصابين من الحمى الشديدة، والسعال، والتعب، بينما تظهر حمى خفيفة عند شخص آخر في بداية الإصابة ويعاني من صعوبة في التنفس بعد أسبوع. عند الأشخاص غير المصابين باضطرابات سابقة في الأذن والأنف والحنجرة، يرتبط فقدان حاسة التذوق المترافق بفقدان حاسة الشم بالإصابة بكوفيد-19، بنوعية تبلغ 95%.
تتنوع أعراض كوفيد-19، ولكنها تشمل عادةً الحمى والسعال. تظهر أعراض مختلفة بين المصابين بالعدوى، ويمكن أن تتغير أعراضهم بمرور الوقت. فمثلًا، يعاني أحد المصابين من الحمى الشديدة، والسعال، والتعب، بينما تظهر حمى خفيفة عند شخص آخر في بداية الإصابة ويعاني من صعوبة في التنفس بعد أسبوع. عند الأشخاص غير المصابين باضطرابات سابقة في الأذن والأنف والحنجرة، يرتبط فقدان حاسة التذوق المترافق بفقدان حاسة الشم بالإصابة بكوفيد-19، بنوعية تبلغ 95%.

## الأعراض الأولية
بعض أعراض كوفيد-19غير نوعية نسبيًا; العرضان الأكثر شيوعًا هما الحمى (88%) والسعال الجاف (68%). تقريبًا، من كل خمسة مرضى تظهر عليهم الأعراض يصاب مريض واحد بحالة شديدة ويعاني من صعوبة في التنفس. تشمل الأعراض الطارئة التي تستدعي الرعاية الطبية الفورية صعوبة التنفس، الألم الصدري المستمر أو الشعور بانضغاط الصدر، التخليط الذهني، صعوبة في الاستيقاظ، ازرقاق الوجه أو الشفاه. يمكن أن يؤدي تطور المرض إلى مضاعفات منها ذات الرئة، ومتلازمة الضائقة التنفسية الحادة، وخمج الدم، والصدمة الخمجية، والقصور الكلوي.
مثل بقية الأمراض المُعدية، يوجد فترة زمنية بين لحظة الإصابة بالعدوى وظهور الأعراض الأولى، تسمى فترة الحضانة. متوسط فترة الحضانة في الإصابة بكوفيد-19 أربعة إلى خمسة أيام. تظهر الأعراض عند معظم مرضى كوفيد-19 في غضون يومين إلى سبعة أيام بعد التعرض للفيروس، ويظهر عند جميع المصابين الأعراضيين تقريبًا عرض واحد إضافي أو أكثر قبل اليوم الثاني عشر من الإصابة.
تظهر بعض الأعراض قبل غيرها. في أغسطس 2020، أبلغ علماء في جامعة كاليفورنيا الجنوبية عن ترتيب «محتمل» لظهور الأعراض الأولية في كوفيد-19 إذ تظهر الحمى أولًا متبوعةً بالسعال والألم العضلي، ويظهر الغثيان والإقياء قبل الإسهال عادةً. يُخالف هذا الترتيب المظهر الشائع في حال الإصابة بفيروس الإنفلونزا إذ يبدأ السعال قبل الحمى. يصاب بعض الأشخاص بالفيروس دون أن تظهر عليهم أعراض واضحة نهائيًا. لا يخضع هؤلاء الحَمَلة عادة للاختبار، ويمكنهم نشر العدوى. يصاب آخرون بالأعراض في وقت لاحق  (يسمى هؤلاء مرضى قبل-أعراضيين) وتكون الأعراض خفيفة جدًا عند غيرهم ممن يمكنهم أيضًا أن ينشروا العدوى. 

### الحمى
الحمى أكثر الأعراض شيوعًا في كوفيد-19. قد تكون الحمى شديدة أو خفيفة. يصاب معظم مرضى كوفيد-19 بالحمى في مرحلة ما من المرض.

### التنفس
يظهر السعال عند معظم مرضى كوفيد-19، ويكون جافًا أو منتجًا للقشع.
بعض الأعراض، كالصعوبة في التنفس، أكثر شيوعًا عند المرضى الذين يحتاجون إلى الرعاية في المستشفى. يتطور ضيق النفس عادةً في وقت لاحق.

### فقدان حاسة الشم أو حاسة التذوق
يخسر 40% من مرضى كوفيد-19 حاسة الشم (فقد الشم)، ويلاحظون تغيرًا في تذوق الأطعمة (خلل الذوق)، أو تضطرب قدرتهم على الشم أو التذوق بشكل ما. يظهر هذا العرض مُبكرًا في حال وجوده. الاضطرابات في الشم أو التذوق أكثر شيوعًا عند المرضى الأصغر سنًا، وربما يرتبط هذا الأمر مع انخفاض خطر حدوث المضاعفات الطبية. لا يعاني معظم مرضى كوفيد-19من هذه الأعراض، إلا أنها مهمّة في المسح المبني على الأعراض (الأعراضي) إذ لا تظهر في بقية الأمراض التنفسية. 

### الأعراض العصبية
تظهر بعض الأعراض العصبية عند مرضى كوفيد-19، ويمكن تقسيمها إلى أعراض متعلقة بالجهاز العصبي المركزي، مثل الصداع، والدوخة، وتغير الحالة العقلية، وعدم التوجه، وأعراض متعلقة بالجهاز العصبي المحيطي، كفقد الشم وخلل الذوق.

### الطفح الجلدي
لوحظت أشكال مختلفة من الطفح الجلدي عند مرضى كوفيد-19، كالطفح الحصبي والتزرق الشبكي والبثور الحويصلية. تظهر عند البعض «أصابع قدم كوفيد» وهي حطاطات يتدرج لونها بين الوردي والبنفسجي تنشأ على اليدين والقدمين. تظهر هذه الآفات الشبيهة بالشرث عادةً عند المرضى الأصغر سنًا في وقت متأخر من المرض أو خلال النقاهة.

### أعراض أخرى
تشمل الأعراض النموذجية الأخرى التعب والآلام العضلية والمفصلية.
الأعراض المتبقية أقل شيوعًا عند مرضى كوفيد-19. تظهر عند البعض الأعراض الهضمية مثل فقدان الشهية أو الإسهال أو الغثيان. يعاني البعض من التهاب الحلق أو الصداع أو الدوار. تشمل الأعراض الأقل شيوعًا القشعريرة والإقياء والسعال المدمى والطفح.